# Solo Leveling
Solo Leveling (나 혼자만 레벨업), conocida como Ore dake Level Up na Ken en japonés, es una web novel surcoreana escrita por Chugong. Fue serializado por primera vez el 14 de febrero de 2016 en la plataforma Munpia y posteriormente fue publicado íntegramente por D&C Media bajo su sello Papyrus el 4 de noviembre de 2016. Desde entonces, la novela ha sido licenciada en inglés por Webnovel bajo el título Only I Level Up.
La adaptación webtoon de Solo Leveling se serializó por primera vez en KakaoPage el 4 de marzo de 2018 y está ilustrada por Jang-Sung-Rak (también conocido como Dubu). La primera temporada del webtoon concluyó el 19 de marzo de 2020 y su segunda temporada reanudó la serialización el 1 de agosto de 2020. D&C Media ha recopilado y publicado sus capítulos individuales en tres volúmenes a partir de julio de 2020. Una serie secuela titulada Solo Leveling: Ragnarok comenzó a serializarse en abril de 2023 y se centra en los eventos que ocurren varias décadas después del final de la serie principal.
Netmarble Games está desarrollando un juego y también se está produciendo una adaptación a Drama.
La primera temporada de anime de A-1 Pictures se emitió entre enero y marzo de 2024. Su segunda temporada se emitió entre enero y abril de 2025.

## Trama
En un mundo en el que ciertos humanos llamados «cazadores» poseen habilidades mágicas, estos deben luchar contra monstruos para proteger a la raza humana de una aniquilación segura. Un cazador muy débil llamado Sung Jinwoo se encuentra en una lucha en la que solo puede tratar de sobrevivir. Un día, después de sobrevivir por poco a una mazmorra doble abrumadoramente poderosa que casi acaba con todo su grupo, un programa misterioso llamado Sistema lo elige como su único jugador y, a su vez, le da la sorprendente habilidad de subir de nivel sin límites. Durante su viaje, Jinwoo luchará contra todo tipo de enemigos, tanto humanos como monstruos, y descubrirá los secretos que entrañan las mazmorras y la verdadera fuente de sus poderes.

## Personajes

### Principales
Sung Jin-woo/Shun Mizushino
 Seiyū: Taito Ban, Fernando Moctezuma (español latino), Masumi Mutsuda (español castellano)
Sung Jinwoo (성진우) es el protagonista principal de Solo Leveling. Originalmente fue un cazador de rango E muy débil, dentro de una mazmorra le surge la oportunidad de su vida cuando es seleccionado como el Jugador de un programa mágico llamado Sistema y consigue la habilidad única de crecer en fuerza sin restricciones. Al aprovechar este nuevo poder que le ofrece el Sistema, Jinwoo finalmente se convierte en el mejor cazador de la humanidad, pero también se encuentra atrapado en una guerra que ha estado sucediendo desde siempre entre los Gobernantes y los Monarcas, dos grupos de seres divinos que tienen sus propios planes con la humanidad.
Cha Hae-In/Shizuku Kosaka
 Seiyū: Reina Ueda, Sofía Huerta (español latino), Marta Rodríguez (español castellano)
Cha Hae-In (차해 인) es una cazadora coreana de rango S que se especializa en el manejo de la espada y la única mujer de rango S en el país. Ella tiene una condición extraña que hace que otros cazadores huelan mal para ella y eventualmente desarrolla sentimientos románticos por Jinwoo después de presenciarlo en acción y descubrir que él es el único cazador que ha conocido que huele bien, posteriormente vemos un reencuentro cuando ella pasa delante de una heladería donde se encuentra Jinwoo con el mensajero de los Gobernantes después de que el saliera de la brecha entre los mundos. De donde el sale corriendo después haber visto una silueta conocida y así se reencuentran de nuevo. 
Yoo Jin-ho/Kenta Morohishi
 Seiyū: Genta Nakamura, Brandon Montor (español latino), Sergio Olmo (español castellano)
Yoo Jinho (유진호) es un cazador coreano de rango D y el mejor amigo de Jinwoo. Proviene de una familia muy rica y consigue ser el vicepresidente del gremio de Jinwoo después de impresionar a este último con su lealtad y compromiso. Jinho también tiene la extraña costumbre de vestirse con una armadura muy elegante y cara, la cual puede ser un problema a la hora de combatir.

### Secundarios
Sung Jin-ah / Aoi Mizushino
 Seiyū: Haruna Mikawa, Ixchel León (español latino)
Sung Jinah (성진 아) es la hermana menor de Jinwoo. A diferencia de su hermano, ella es una humana completamente normal sin ninguna habilidad mágica, la cual vive una vida de estudiante corriente.
Lee Joo-hee / Eri Mizuki
 Seiyū: TBA, Gabriela Ortiz (español latino), Lilian Rodas (español castellano)
Lee Joohee (이주희) es una cazadora coreana de rango B que se especializa en magia curativa y una de las amigas de Jinwoo a lo largo de sus días como cazador de rango E. Aunque sobrevive a la doble mazmorra junto a Jinwoo, la experiencia la deja conmocionada y finalmente se retira después de no superar su trauma mental.
Sung Il-Hwan
Sung Il-Hwan (성일환) es un cazador de rango S coreano y padre de Jinwoo y Jinah. Diez años antes de los eventos de la historia principal, de repente desapareció dentro de una mazmorra, dejando a su familia pensando que estaba muerto. Sin embargo, casi una década después, regresó al mundo humano para ayudar a su hijo en la guerra que se avecinaba contra los Monarcas y finalmente se reveló que era uno de los siete humanos elegidos por los Gobernantes para servir como sus anfitriones. Aunque Il-Hwan finalmente tuvo éxito en su misión, terminó ejerciendo mucho más poder del que su cuerpo podía manejar en su última batalla con las Monarcas y, en consecuencia, murió después en los brazos de su hijo.
Go Gun-hee/Kiyoomi Gotō
 Seiyū: Banjō Ginga, Santos Alberto (español latino), Xavi Martin (español castellano)
Go Gunhee (고 건희) es un cazador de rango S coreano y el presidente de la Asociación de Cazadores de Corea, una agencia gubernamental responsable de supervisar a todos los cazadores, puertas y gremios activos en Corea. Aunque más tarde se revela que obtiene sus poderes de los Gobernantes como lo hace Il-Hwan, sufre de una variedad de problemas de salud debido a su vejez, lo que le impide usar sus poderes al máximo de su rendimiento, y finalmente es asesinado por los Monarcas.
Goto Ryuji
Goto Ryuji (고토 류지) es el cazador más fuerte de Japón. A pesar del hecho de que era pequeño en comparación con los Cazadores de Nivel Nacional, Goto era muy egoísta y veía la vida humana como algo de bajo valor. Finalmente su arrogancia le costó la vida cuando más tarde fue asesinado de un golpe por un poderoso monstruo hormiga durante la incursión en la puerta de Rango S en la isla de Jeju.
Hwang Dong-soo
Hwang Dongsoo (황동수) es un cazador de rango S coreano-estadounidense que intenta matar a Jinwoo después de enterarse de que este último fue responsable de la muerte de su hermano mayor. Finalmente es asesinado por el propio Jinwoo después de cometer el gran error de secuestrar y torturar brutalmente a Jinho para obtener información sobre las circunstancias del asesinato de su hermano.
Lennart Niermann
Lennart Niermann (레나 트 니어 만) es el cazador más fuerte de Alemania, ocupando el puesto 12 en el mundo. A pesar de ser el mejor en su tierra natal, Lennart no es particularmente arrogante y tiene un fuerte sentido del deber hacia la causa, como se muestra cuando estaba dispuesto a usarse a sí mismo como cebo para salvar a Thomas de ser asesinado por el Monarca Bestia.
Ashborn
Ashborn (아스 본) es el Rey de los Muertos y el Monarca de las Sombras. También es el gobernante más fuerte y el mayor fragmento de luz brillante. Después de pasar eones luchando en la antigua guerra entre los gobernantes y los monarcas, Ashborn se cansó de la violencia incesante, lo que lo llevó a finalmente elegir a Jinwoo como su anfitrión y confiar sus poderes al primero con la esperanza de terminar con el derramamiento de sangre de una vez por todas. Al enterarse de que su plan había funcionado y que Jinwoo estaba perfectamente dispuesto a cumplir sus ambiciones, Ashborn decidió tomar un descanso eterno y permitió que Jinwoo lo suceda como el nuevo Monarca de las Sombras.
Antares
Antares (안타레스) es el Rey de los Dragones y el Monarca de la Destrucción. También es el Monarca más fuerte y el antagonista final de Solo Leveling.
Baek Yoon-ho/Taiga Shirakawa
 Seiyū: Hiroki Tōchi
Maestro del Gremio del Tigre Blanco.  Es uno de los diez cazadores de rango S de Corea del Sur. Tiene la capacidad de transformarse en una bestia.
Choi Jong-in/Shin Mogami
 Seiyū: Daisuke Hirakawa, Gamaliel Quintana (español latino), Luis Nicolau (español castellano)
El maestro del gremio de los Cazadores, el mejor gremio de Corea del Sur. Apodado "el cazador definitivo".
Woo Jin-chul/Akira Inukai
 Seiyū: Makoto Furukawa

#### Gobernantes
Los Gobernantes (지배자 들), también llamados Fragmentos de Luz Brillante, son una antigua raza de humanoides angelicales que tienen como objetivo proteger a la raza humana de ser aniquilada por los Monarcas. Aunque tienen nobles ambiciones, están dispuestos a usar métodos moralmente cuestionables para lograrlas y son indirectamente responsables de los millones de vidas humanas perdidas desde que los monstruos comenzaron a usar las puertas para cruzar al mundo humano. Los Gobernantes también se parecen mucho a los ángeles en apariencia y pueden usar una forma inmensamente poderosa de telequinesis única para ellos llamada Autoridad del Gobernante.

#### Monarcas
Los Monarcas (군주) son una antigua raza de monstruos que buscan acabar con la raza humana para sus propios fines, convirtiéndolos en los principales antagonistas de la serie. Como resultado, tienen un cruel desprecio por la vida y generalmente comparten el mismo conjunto de rasgos de personalidad: arrogantes, egoístas, rencorosos, excesivamente seguros, brutales y asesinos sanguinarios. Los Monarcas también gobiernan cada uno una raza diferente de monstruos y se asemejan a la raza que gobiernan en apariencia.

#### Cazadores nivel nacional
Thomas Andre
Thomas Andre (토마스 안드레) es el cazador más fuerte de Estados Unidos además de ser uno de los cazadores de nivel nacional, ocupando el primer lugar en el mundo. Al igual que Il-Hwan, obtiene sus poderes de los Gobernantes y es apodado Goliat debido a su robusta constitución e inmensa fuerza lo cual lo convierte en uno de los mejores tanques.
Liu Zhigang
Liu Zhigang (류 즈캉) es el cazador más fuerte de China y uno de los cazadores de nivel nacional, ocupando el segundo lugar en el mundo. Al igual que Thomas e Il-Hwan, obtiene sus poderes de los Gobernantes y hace lo posible para mantener una relación amistosa con Jinwoo.
Christopher Reed
Christopher Reed es uno de los cazadores más fuertes de Estados Unidos, posicionándose como el tercero en el mundo. Por desgracia tanto en las novelas como en el manwha no se pudo ver su poder completo ya que murió en una escena fuera de pantalla.
Siddharth Bachchan
Siddharth Bachchan es el cazador más fuerte de la India, siendo el cuarto a nivel mundial. Este no aparece en la historia por lo que no se sabe gran cosa de él.

## Web novel
Solo Leveling se serializó por primera vez en la plataforma de ficción y cómics digitales de Kakao, KakaoPage, desde el 25 de julio de 2016, y luego fue publicado por D&C Media bajo su etiqueta de ficción fantástica "Papyrus". Desde 2016, la novela ha obtenido 2,4 millones de lectores en KakaoPage. Norma Editorial obtuvo la licencia en España.

### Volúmenes
| Número            | Fecha de publicación     | ISBN                   | Fecha de publicación    | ISBN                   |
| ----------------- | ------------------------ | ---------------------- | ----------------------- | ---------------------- |
| 1                 | 4 de noviembre de 2016   | ISBN 979-11-7033-666-2 | 11 de noviembre de 2022 | ISBN 978-84-679-5888-1 |
| 2                 | 4 de noviembre de 2016   | ISBN 979-11-7033-667-9 | 14 de abril de 2023     | ISBN 978-84-679-5889-8 |
| 3                 | 21 de diciembre de 2016  | ISBN 979-11-7033-755-3 | 5 de abril de 2024      | ISBN 978-84-679-5890-4 |
| 4                 | 25 de enero de 2017      | ISBN 979-11-7033-858-1 | 6 de junio de 2025      | ISBN 978-84-679-5891-1 |
| 5                 | 23 de febrero de 2017    | ISBN 979-11-7033-911-3 | —                       | —                      |
| 6                 | 30 de marzo de 2017      | ISBN 979-11-7033-976-2 | —                       | —                      |
| 7                 | 4 de abril de 2017       | ISBN 979-11-6140-318-2 | —                       | —                      |
| 8                 | 24 de mayo de 2017       | ISBN 979-11-6140-412-7 | —                       | —                      |
| 9                 | 22 de junio de 2017      | ISBN 979-11-6140-467-7 | —                       | —                      |
| 10                | 20 de julio de 2017      | ISBN 979-11-6140-549-0 | —                       | —                      |
| 11                | 24 de agosto de 2017     | ISBN 979-11-6140-626-8 | —                       | —                      |
| 12                | 21 de septiembre de 2017 | ISBN 979-11-6140-693-0 | —                       | —                      |
| 13                | 27 de octubre de 2017    | ISBN 979-11-6140-827-9 | —                       | —                      |
| Historia paralela | 18 de abril de 2018      | ISBN 979-11-6268-337-8 | —                       | —                      |

## Webtoon
Se lanzó una adaptación de webtoon en KakaoPage el 4 de marzo de 2018 y concluyó su primera temporada el 19 de marzo de 2020. Su primer volumen recopilado fue lanzado por D&C Media el 26 de septiembre de 2018 Norma Editorial obtuvo la licencia en España.
En Japón, Solo Leveling se lanzó en el servicio de webtoon y manga de Kakao Japan Piccoma , y acumuló más de 1 millón de lectores acumulados. También fue seleccionado como # 1 en la categoría de manga de "Lo mejor de 2019" de Piccoma. Existen diferencias entre las versiones en coreano y japonés de Solo Leveling debido a la excesiva burla hacia Japón en el trabajo original. El escenario se cambia de Corea del Sur a Japón, y el país de Japón en la obra original se cambia al país ficticio "DFN". También hay cambios en los nombres de los personajes. 

### Volúmenes
| Número | Fecha de publicación     | ISBN                   | Fecha de publicación   | ISBN                   |
| ------ | ------------------------ | ---------------------- | ---------------------- | ---------------------- |
| 1      | 26 de septiembre de 2019 | ISBN 979-11-89320-29-4 | 11 de junio de 2021    | ISBN 978-84-679-4585-0 |
| 2      | 30 de enero de 2020      | ISBN 979-11-89320-36-2 | 6 de agosto de 2021    | ISBN 978-84-679-4586-7 |
| 3      | 27 de agosto de 2020     | ISBN 979-11-89320-69-0 | 29 de octubre de 2021  | ISBN 978-84-679-4587-4 |
| 4      | 29 de abril de 2021      | ISBN 979-11-91363-73-9 | 28 de enero de 2022    | ISBN 978-84-679-4780-9 |
| 5      | 7 de octubre de 2021     | ISBN 979-1-16-777002-8 | 29 de abril de 2022    | ISBN 978-84-679-5015-1 |
| 6      | 25 de julio de 2022      | ISBN 979-1-16-777037-0 | 31 de marzo de 2023    | ISBN 978-84-679-6047-1 |
| 7      | 22 de febrero de 2023    | ISBN 979-1-16-777070-7 | 7 de diciembre de 2023 | ISBN 978-84-679-6529-2 |
| 8      | 25 de mayo de 2023       | ISBN 979-1-16-777089-9 | 3 de abril de 2024     | ISBN 978-84-679-6832-3 |
| 9      | 30 de agosto de 2023     | ISBN 979-1-16-777113-1 | 5 de julio de 2024     | ISBN 978-84-679-6833-0 |
| 10     | 18 de abril de 2024      | ISBN 979-1-19-354981-0 | 4 de abril de 2025     | ISBN 978-84-679-7514-7 |
| 11     | 4 de junio de 2024       | ISBN 979-1-19-382120-6 | 6 de junio de 2025     | ISBN 978-84-679-7515-4 |
| 12     | 29 de agosto de 2024     | ISBN 979-1-19-382139-8 | —                      | —                      |
| 13     | 28 de noviembre de 2024  | ISBN 979-1-19-382173-2 | —                      | —                      |
| 14     | 9 de junio de 2025       | ISBN 979-1-17-382011-3 | —                      | —                      |

### Videojuego
La empresa coreana Netmarble Games ya ha desarrollado un videojuego.

## Drama
Se está produciendo una adaptación dramática en los Estados Unidos.

## Anime
Se anunció una adaptación de la serie al anime en la Anime Expo 2022. Está producida por A-1 Pictures y dirigida por Shunsuke Nakashige, con Noboru Kimura escribiendo los guiones, Tomoko Sudo diseñando los personajes e Hiroyuki Sawano componiendo la música. Originalmente estaba programada para estrenarse en 2023, pero más tarde se retrasó. Se estrenó el 7 de enero de 2024 en Tokyo MX y otras cadenas. El tema de apertura es «LEveL», interpretado por SawanoHiroyuki[nZk]:Tomorrow X Together, mientras que el tema de cierre es «Request», interpretado por Krage. Crunchyroll obtuvo la licencia de la serie fuera de Asia.
El 13 de diciembre de 2023, Crunchyroll anunció que la serie recibiría doblajes tanto en español latino como en castellano.
Después del episodio final de la primera temporada, se anunció una segunda temporada titulada Ore dake Level Up na Ken Season 2: Arise from the Shadow. Se estrenará el 5 de enero de 2025. Los dos primeros episodios se proyectarán en Japón junto con una película recopilatoria titulada Ore dake Level Up na Ken: ReAwakening el 29 de noviembre de 2024.

## Solo Leveling: Ragnarok
En abril de 2023, Kakao anunció una secuela titulada Solo Leveling: Ragnarok. La novela web comenzó a publicarse a través de KakaoPage el 10 de abril de 2023. Una adaptación a webtoon se estrenará en 2024.
La historia se desarrolla después de los eventos de Solo Leveling; la historia paralela actúa como un preludio. Sung Su-ho, el hijo de Sung Jin-woo y Cha Hae-in, heredó los poderes de su padre como Monarca de las Sombras. Sin embargo, sus poderes y recuerdos fueron bloqueados cuando era niño, para que pueda tener una vida normal. Pero cuando los Portales comienzan a abrirse alrededor de la Tierra nuevamente durante su tercer año de universidad, Su-ho es elegido como Jugador por el Sistema. Por lo tanto, Su-ho debe convertirse en Cazador para poder enfrentar la nueva amenaza que está relacionada con la desaparición de sus padres.
La novela web está escrita por Daul, quien reemplazó a Chugong, el escritor de la novela web original de Solo Leveling. Chugong reveló que decidió apoyar a Daul y dijo que todavía experimentaba las mismas emociones que sentía cuando comenzó a serializar la novela web original. Los primeros 105 capítulos se estrenaron en KakaoPage el 10 de abril de 2023.

## Premios y nominaciones
| Año  | Premio                   | Categoría                                     | Beneficiario                                       | Resultado | Refs.         |
| ---- | ------------------------ | --------------------------------------------- | -------------------------------------------------- | --------- | ------------- |
| 2024 | Astra TV Awards          | Mejor Serie de Anime                          | Solo Leveling                                      | Ganador   | [ 75 ] [ 76 ] |
| 2024 | IGN Awards               | Mejor Serie de Anime                          | Solo Leveling                                      | Nominado  | [ 77 ]        |
| 2025 | Global Demand Awards     | Series de anime más demandadas de 2024        | Solo Leveling                                      | Nominado  | [ 78 ]        |
| 2025 | Crunchyroll Anime Awards | Anime del Año                                 | Solo Leveling                                      | Ganador   | [ 79 ]        |
| 2025 | Crunchyroll Anime Awards | Mejor Serie Nueva                             | Solo Leveling                                      | Ganador   | [ 79 ]        |
| 2025 | Crunchyroll Anime Awards | Mejor Anime de Acción                         | Solo Leveling                                      | Ganador   | [ 79 ]        |
| 2025 | Crunchyroll Anime Awards | Mejor Animación                               | Solo Leveling                                      | Nominado  | [ 79 ]        |
| 2025 | Crunchyroll Anime Awards | Mejor Personaje Principal                     | Sung Jin-woo                                       | Ganador   | [ 79 ]        |
| 2025 | Crunchyroll Anime Awards | Mejor Banda Sonora                            | Hiroyuki Sawano                                    | Ganador   | [ 79 ]        |
| 2025 | Crunchyroll Anime Awards | Mejor Secuencia de Apertura                   | "LEveL" de SawanoHiroyuki[nZk]:Tomorrow X Together | Nominado  | [ 79 ]        |
| 2025 | Crunchyroll Anime Awards | Mejor Secuencia de Cierre                     | "Request" de Krage                                 | Ganador   | [ 79 ]        |
| 2025 | Crunchyroll Anime Awards | Mejor Canción de Anime                        | "LEveL" de SawanoHiroyuki[nZk]:Tomorrow X Together | Nominado  | [ 79 ]        |
| 2025 | Crunchyroll Anime Awards | Mejor Interpretación de Voz (Inglés)          | Aleks Le como Sung Jin-woo                         | Ganador   | [ 79 ]        |
| 2025 | Crunchyroll Anime Awards | Mejor Interpretación de Voz (España)          | Masumi Mutsuda como Sung Jin-woo                   | Ganador   | [ 79 ]        |
| 2025 | Crunchyroll Anime Awards | Mejor Interpretación de Voz (Hindi)           | Rajesh Shukla como Sung Jin-woo                    | Nominado  | [ 79 ]        |
| 2025 | Crunchyroll Anime Awards | Mejor Interpretación de Voz (Portugués)       | Charles Emmanuel como Sung Jin-woo                 | Ganador   | [ 79 ]        |
| 2025 | Astra TV Awards          | Mejor Serie de Anime                          | Solo Leveling: Arise from the Shadow               | Pendiente | [ 80 ]        |
| 2025 | Astra TV Awards          | Mejor interpretación de voz en off principal  | Aleks Le como Sung Jin-woo                         | Pendiente | [ 80 ]        |
| 2025 | Astra TV Awards          | Mejor interpretación de voz en off de reparto | Justin Briner como Yoo Jin-ho                      | Pendiente | [ 80 ]        |